# Olga Kuràguina
Olga Vitalyevna Kuragina (en rus: Ольга Витальевна Курагина) (Kírov, Rússia, 21 d'abril de 1959) és una atleta soviètica retirada.
Va guanyar la medalla de bronze a la prova de Pentatló als Jocs Olímpics d'Estiu de 1980 celebrats a Moscou. Les seves companyes Nadezhda Tkachenko i Olga Rukavishnikova obtingueren or i plata respectivament en el que fou una victòria completa de les soviètiques. Totes tres batent el rècord mundial previ. Als Jocs Olímpics següents les dones van passar a competir a la prova d'Heptatló. Kuragina no va poder mantenir el nivell amb aquest canvi i no va participar en més esdeveniments internacionals però sí en competicions nacionals. Després de retirar-se va convertir-se en entrenadora d'atletisme a Moscou.